# Theo Fitzau
Theodor Fitzau (10 de fevereiro de 1923 – 18 de março de 1982) foi um automobilista alemão que participou do Grande Prêmio da Alemanha de 1953 de Fórmula 1.